# باك هووكر
باك هووكر (بالإنجليزية: Buck Hooker)‏ هو لاعب كرة قاعدة أمريكي، ولد في 28 أغسطس 1880 في ريتشموند في الولايات المتحدة، وتوفي بنفس المكان في 2 يوليو 1929.

## وصلات خارجية
- باك هووكر على موقعبيزبول رفرنس.كوم (الدوري الرئيسي) (الإنجليزية)
- باك هووكر على موقعبيزبول رفرنس.كوم (الدوري الثانوي) (الإنجليزية)